# Kruchaweczka kołpaczkowata

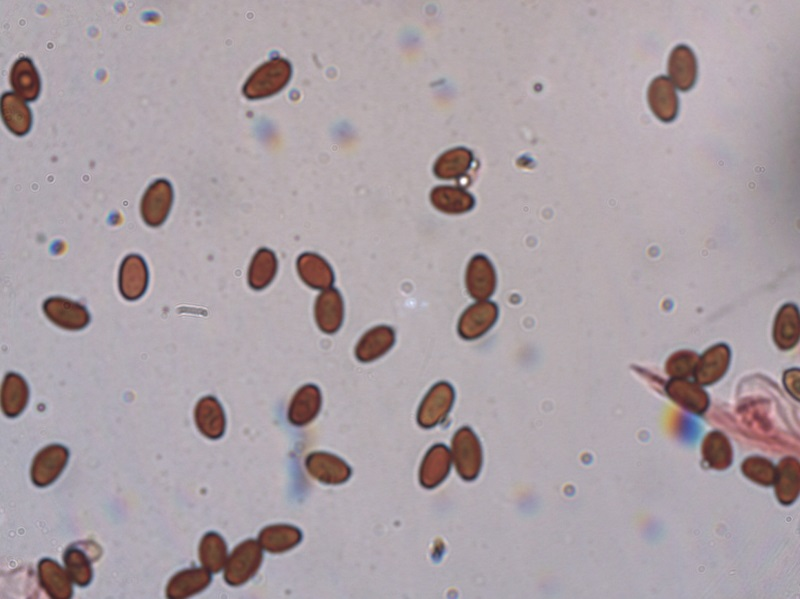
Zarodniki

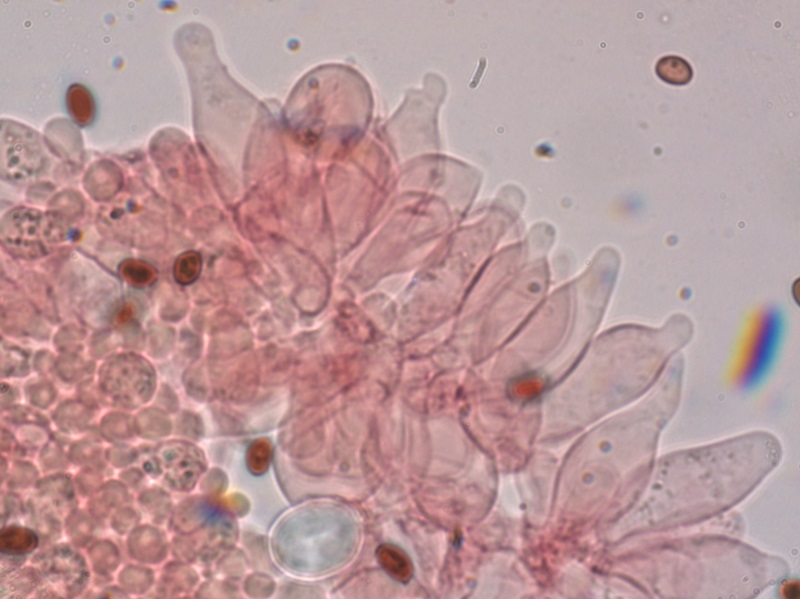
Cheilocystydy

Kruchaweczka kołpaczkowata (Psathyrella panaeoloides (Maire) Arnolds – gatunek grzybów należący do rodziny kruchaweczkowatych (Psathyrellaceae).

## Systematyka i nazewnictwo
Pozycja w klasyfikacji według Index Fungorum: Psathyrella, Psathyrellaceae, Agaricales, Agaricomycetidae, Agaricomycetes, Agaricomycotina, Basidiomycota, Fungi.
Po raz pierwszy takson ten zdiagnozowali w 1937 r. René Charles Joseph Ernest Maire nadając mu nazwę Psathyra panaeoloides. Obecną, uznaną przez Index Fungorum nazwę nadał Eef Arnolds w 1982 r.
Synonimy”
- Drosophila panaeoloides (Maire) Kühner & Romagn. 1953
- Psathyra panaeoloides Maire 1937
- Psathyrella panaeoloides (Maire) Svrček 1961
- Psathyrella panaeoloides (Maire) M.M. Moser 1967

Polską nazwę zaproponował Władysław Wojewoda w 2003 r.

## Morfologia
Owocnik
Średnica kapelusza do 3 cm, barwa u młodych owocników ciemnoczerwono-brązowa z ciemnobrązowym środkiem, ku brzegowi jaśniejąca do bladobrązowej. Trzon o wysokości 25–45 mm i grubości 2–4 mm, cylindryczny, biały do bladobrązowego, podłużnie włóknisty. Zasnówka biała, zarówno na powierzchni kapelusza jak i trzonu włóknisto-kłaczkowata. Podstawa trzonu biała.
Cechy mikroskopowe
Podstawki 4-zarodnikowe, maczugowate. Zarodniki gładkie, ciemnobrązowe, nieprzezroczyste, różnokształtne, w widoku z przodu często trójkątne, z profilu asymetryczne lub lekko migdałowate. Cheilocystydy szkliste, cienkościenne, gęsto upakowane, cylindryczne, zazwyczaj z krótkim i szeroko rozwartym wierzchołkiem, pokryte licznymi łuskami. Pleurocystydy liczne, podobne do cheilocystyd, szkliste, cienkościenne, z krótkim, szerokim i tępym wierzchołkiem. Kaulocystydy bardzo liczne, najczęściej w grubych pęczkach, polimorficzne, czasami z zębami wierzchołkowymi. Sprzążki obecne.

## Występowanie
Znane jest występowanie Psathyrella panaeloides w licznych krajach Europy i w Rosji. Władysław Wojewoda w swoim zestawieniu grzybów wielkoowocnikowych Polski w 2003 r. podaje tylko 2 jego stanowiska (Puszcza Niepołomicka 1999 i TPN 1975) z uwagą, że jego rozprzestrzenienie i stopień zagrożenia w Polsce nie są znane. Więcej i bardziej aktualnych stanowisk tego gatunku znajduje się w internetowym atlasie grzybów. Znajduje się w nim na liście gatunków zagrożonych i wartych objęcia ochroną.
Saprotrof. Występuje w lasach i na polanach, na gliniastych glebach pól uprawnych, na oborniku.